# Stephen H. Langdon
Stephen H. Langdon (* 8. Mai 1876 in Ida Township, Michigan; † 19. Mai 1937 in Oxford) war ein US-amerikanischer Altorientalist.

## Leben
Langdon studierte an der University of Michigan, wo er 1898 einen Bachelor- und 1899 einen Master-Abschluss erlangte. Er setzte seine Studien dann am Union Theological Seminary in New York bis 1903 und dann an der Columbia University fort, wo er 1904 promoviert wurde. Nach zweijährigem Forschungsaufenthalt in Frankreich wechselte er ans Jesus College in Oxford und lehrte dort Assyriologie. 1919 folgte er Archibald Sayce auf dessen Lehrstuhl für Assyrologie, nachdem er bereits 1913 die britische Staatsbürgerschaft erhalten hatte. 1931 wurde er zum Mitglied (Fellow) der British Academy gewählt.

## Schriften (Auswahl)
- Building inscriptions of the Neo-Babylonian empire. Teil 1[2]: Nabopolassar and Nebuchadnezzar. Leroux, Paris 1905, (Digitalisat; zugleich: New York NY, Universität, Dissertation, 1905).
- Lectures on Babylonia and Palestine. Geuthner, Paris 1906, (Digitalisat).
- A chapter from the Babylonian books of private devotion. In: Babyloniaca. Études de philologie Assyro-babylonienne. Bd. 3, 1908, ISSN 1149-8668, S. 1–32, (Digitalisat).
- Sumerian and Babylonian psalms. Geuthner, Paris 1909, (Digitalisat).
- A Sumerian grammar and chrestomathy. Geuthner, Paris 1911, (Digitalisat).
- Die neubabylonischen Königsinschriften (= Vorderasiatische Bibliothek. 4, ZDB-ID 536309-3). Hinrichs, Leipzig 1912.
- Tammuz and Ishtar. A monograph upon Babylonian religion and theology. Containing extensive extracts from the Tammuz liturgies and all of the Arbela oracles. Clarendon Press, Oxford 1914, (Digitalisat).
- Babylonian Penitential Psalms. To which are added Fragments of the Epic of Creation from Kish in the Weld Collection of the Ashmolean Museum. Excavated by the Oxford-Field Museum Expedition (= Oxford Editions of Cuneiform Texts. 6, ZDB-ID 750510-3). Geuthner, Paris 1927, (Digitalisat).
- mit John K. Fotheringham: The Venus tablets of Ammizaduga. A Solution of Babylonian Chronology by Means of the Venus Observations of the First Dynasty. Oxford University Press u. a., Oxford u. a. 1928, (Digitalisat).
- Babylonian menologies and the Semitic calendars (= The Schweich Lectures of the British Academy. 1933, ZDB-ID 796736-6). Oxford University Press u. a., Oxford u. a. 1935.